# Фотоіндукований електронний перехід

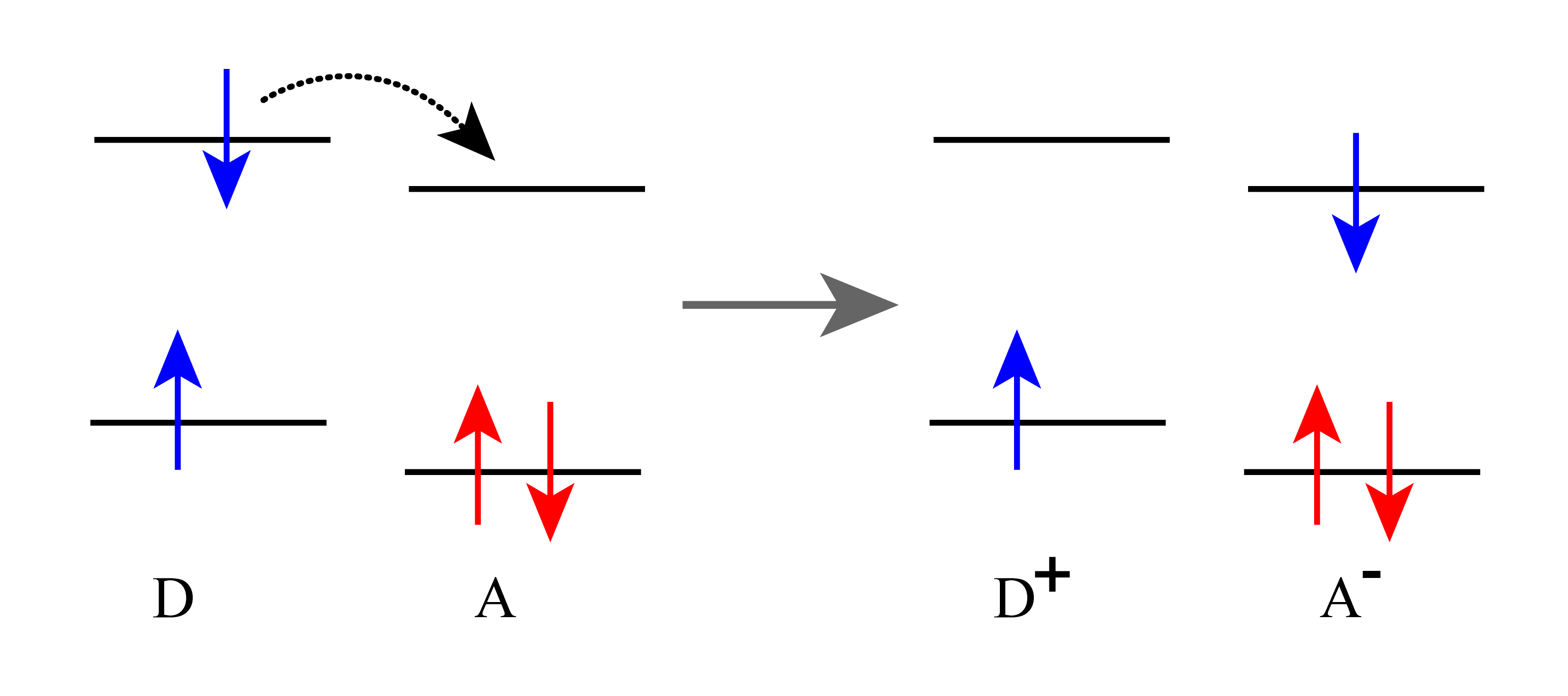
Схема процесу фотоіндукованого електронного переходу.

Фотоіндукований електронний перехід (англ. photoinduced electron transfer, рос. фотоиндуцированный электронный переход) — електронний перенос з електронного стану, утвореного при резонансній взаємодії електромагнітного випромінення з речовиною.